# Jack Layton
John Gilbert "Jack" Layton, membro do Conselho Privado da Rainha para o Canadá, foi um político social democrata e líder da oposição na Câmara dos Comuns do Canadá. Foi líder do Novo Partido Democrático entre 2003 e 2011, e anteriormente foi membro do conselho municipal de Toronto, tendo atuado também como vice-prefeito de Toronto. Foi Membro do Parlamento pela circunscrição eleitoral de Toronto-Danforth até sua morte.
Filho de um ministro do Partido Progressita-Conservador do Canadá, Layton foi criado em Hudson, Quebec. Destacou-se na política municipal de Toronto onde foi uma das vozes mais proeminentes da esquerda nos conselhos da cidade e da região metropolitana de Toronto, vencendo muitas causas progressistas. Em 1991, disputou a prefeitura perdendo para June Rowlands. Retornando ao conselho ascendeu ao posto de chefe da Federação Canadense de Municipalidades. Em 2003, foi eleito chefe do NPD no primeiro turno da convenção partidária.
Sob sua liderança, o apoio ao NPD aumentava a cada eleição. O voto popular ao partido quase dobrou na eleição federal de 2004, que deu ao NPD o balanço de poder no governo minoritário de Paul Martin. Em maio de 2005 o NPD apoiou o orçamento liberal em troca de emendas constitucionais, no que ficou conhecido como o "Primeiro Orçamento Canadense do NPD". Em novembro do mesmo ano, Laton votou com outros partidos de oposição para derrubar o governo Liberal com base na comissão Gomery. O NPD obteve novos ganhos nas eleição federal de 2006 e na eleição federal de 2008, nas quais o partido elegeu 29 e 37 membros do parlamento, respectivamente.
Na eleição federal de 2011, guiou seu partido rumo ao seu melhor resultado, conquistando 103 vagas, o suficiente para tornar-se a oposição oficial.
Layton morre em 22 de agosto de 2011 aos 61 anos de idade, vítima de um tipo raro de câncer. Era casado com a parlamentar Olivia Chow.